# Ammophila juncea
Ammophila juncea es una especie de avispa del género Ammophila, familia Sphecidae.

## Taxonomía
Fue descrito por primera vez en 1865 por Cresson.